# Driss Benzekri
Driss Benzekri (en árabe: ادريس ابن زكري‎; Bouizakarne, Marruecos; 31 de diciembre de 1970) es un exfutbolista marroquí. Jugaba de guardameta, y fue internacional absoluto por la selección de Marruecos entre 1995 y 2002, con la que disputó la Copa Mundial de 1998. Pasó gran parte de su carrera en el RS Settat, hasta su retiro en 2005 en el IZK Khemisset.

## Selección nacional

### Participaciones en copas del mundo
| Copa                 | Sede    | Resultado      |
| -------------------- | ------- | -------------- |
| Copa Mundial de 1998 | Francia | Fase de grupos |

### Participaciones en copas continentales
| Copa                           | Sede         | Resultado        |
| ------------------------------ | ------------ | ---------------- |
| Copa Africana de Naciones 1998 | Burkina Faso | Cuartos de final |
| Copa Africana de Naciones 2002 | Mali         | Fase de grupos   |

## Clubes
| Club          | País      | Año       |
| ------------- | --------- | --------- |
| RS Settat     | Marruecos | 1994-2004 |
| IZK Khemisset | Marruecos | 2004-2005 |